# Hilara neolitorea
Hilara neolitorea är en tvåvingeart som beskrevs av Chvala 2008. Hilara neolitorea ingår i släktet Hilara och familjen dansflugor.
Artens utbredningsområde är Spanien. Inga underarter finns listade i Catalogue of Life.